# North Danger Reef
North Danger Reef är ett rev bland Spratlyöarna i Sydkinesiska havet. Kina betraktar det som sitt territorium, något som inte erkänns av grannländer som Vietnam och Taiwan.